# Lago Puelo
El lago Puelo es un espejo de agua situado en el noroeste de la provincia del Chubut (Argentina). Ocupa una cubeta de origen fluvio-glacial de 185 metros de profundidad. Cercano al lago se encuentra el pueblo del mismo nombre.El lago está dentro del Parque Nacional y Reserva Lago Puelo. Por la belleza de su paisaje (bosques, ríos, montañas), recibe más de 100 000 turistas cada verano. Cuenta con complejos de hosterías y cabañas. Se practican pesca y deportes náuticos.

## Etimología
Todo indica que «Puelo» es un apócope del mapudungún puel-có, significando en dicho idioma puel = ‘este’ y co = ‘agua’, es decir, ‘agua —del— este’ ya que, en efecto, aunque el desagüe de este lago se produce en el Océano Pacífico a través del río también llamado Puelo, las vertientes o nacientes se encuentran, como el lago, al este de las altas cumbres de la cordillera de los Andes.

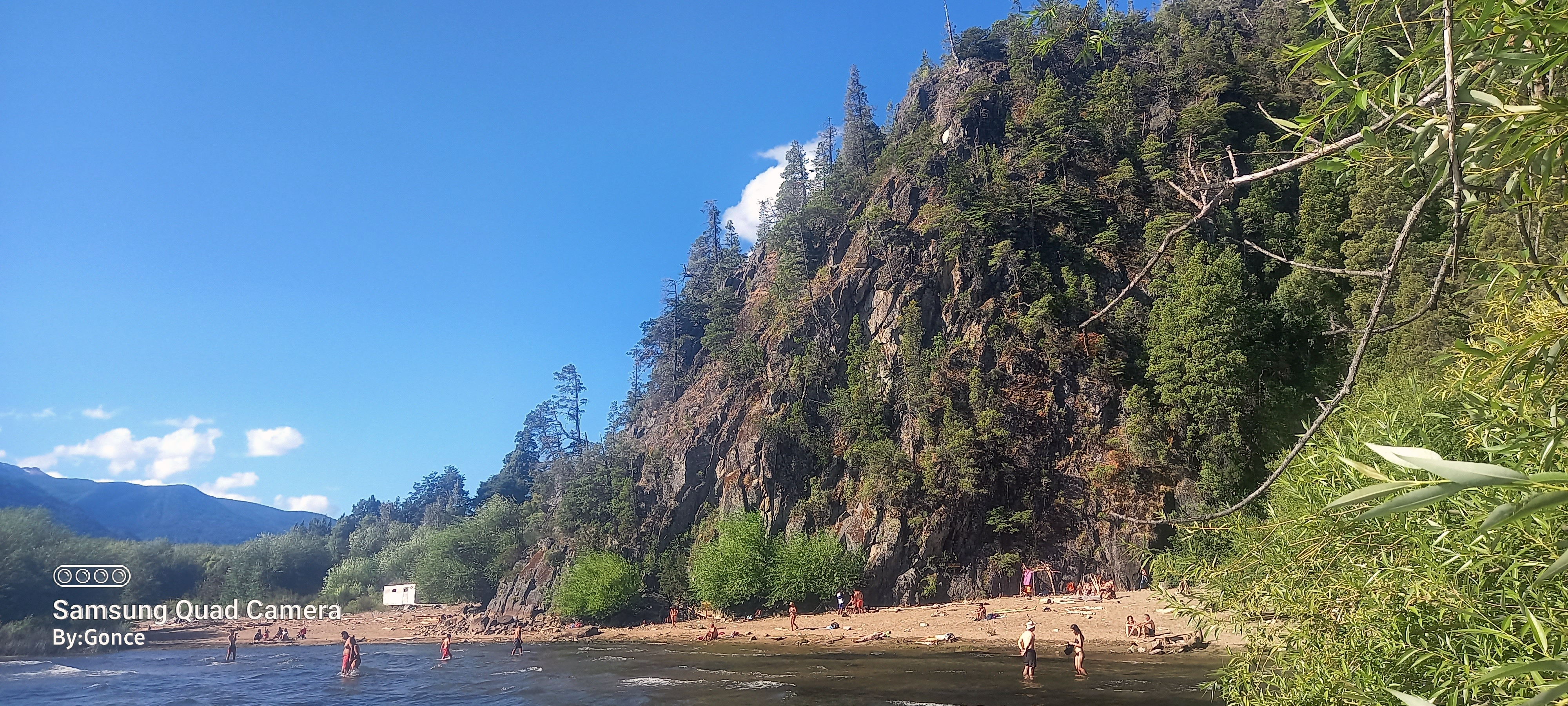
El balneario La Playita sobre las costas del lago. Posee abundante arena que atrae gran cantidad de bañistas.

## Galería de fotografías

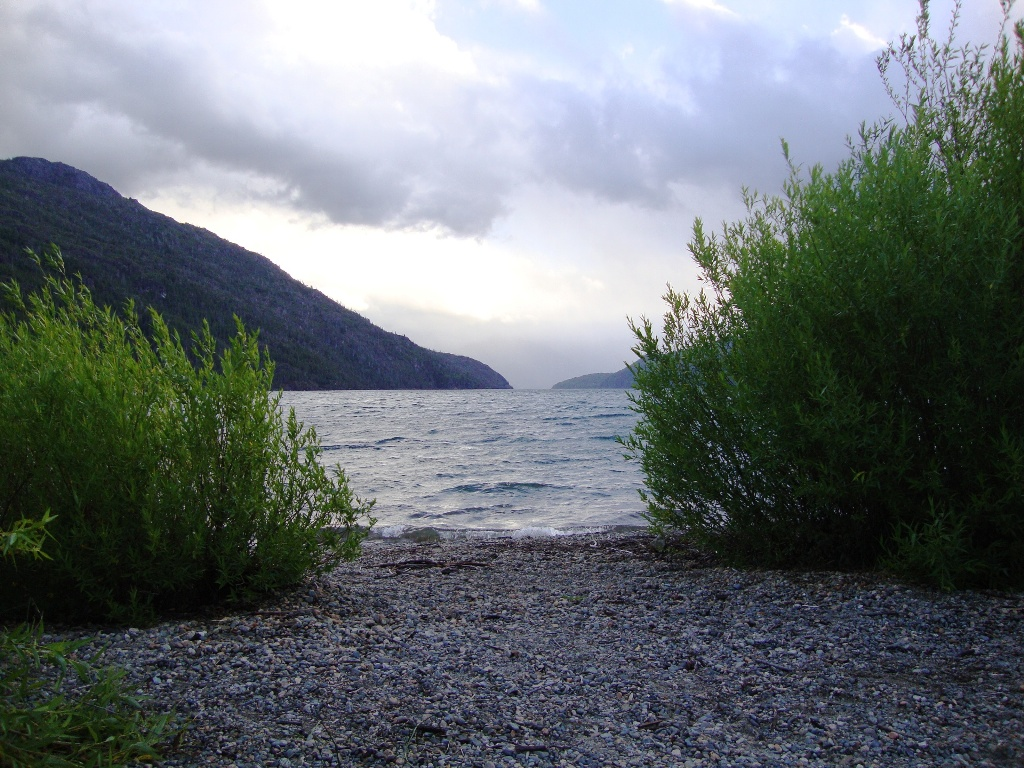
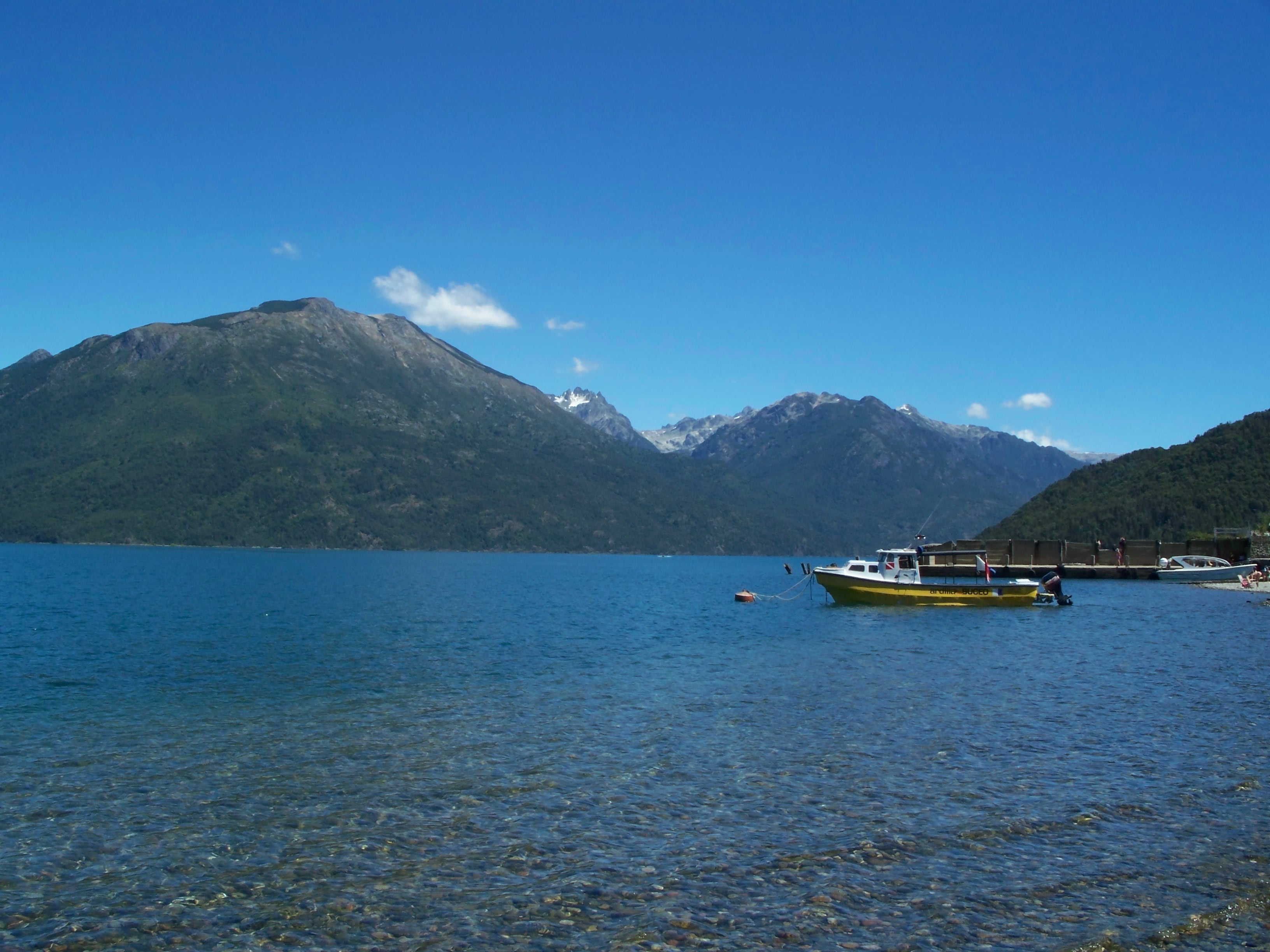
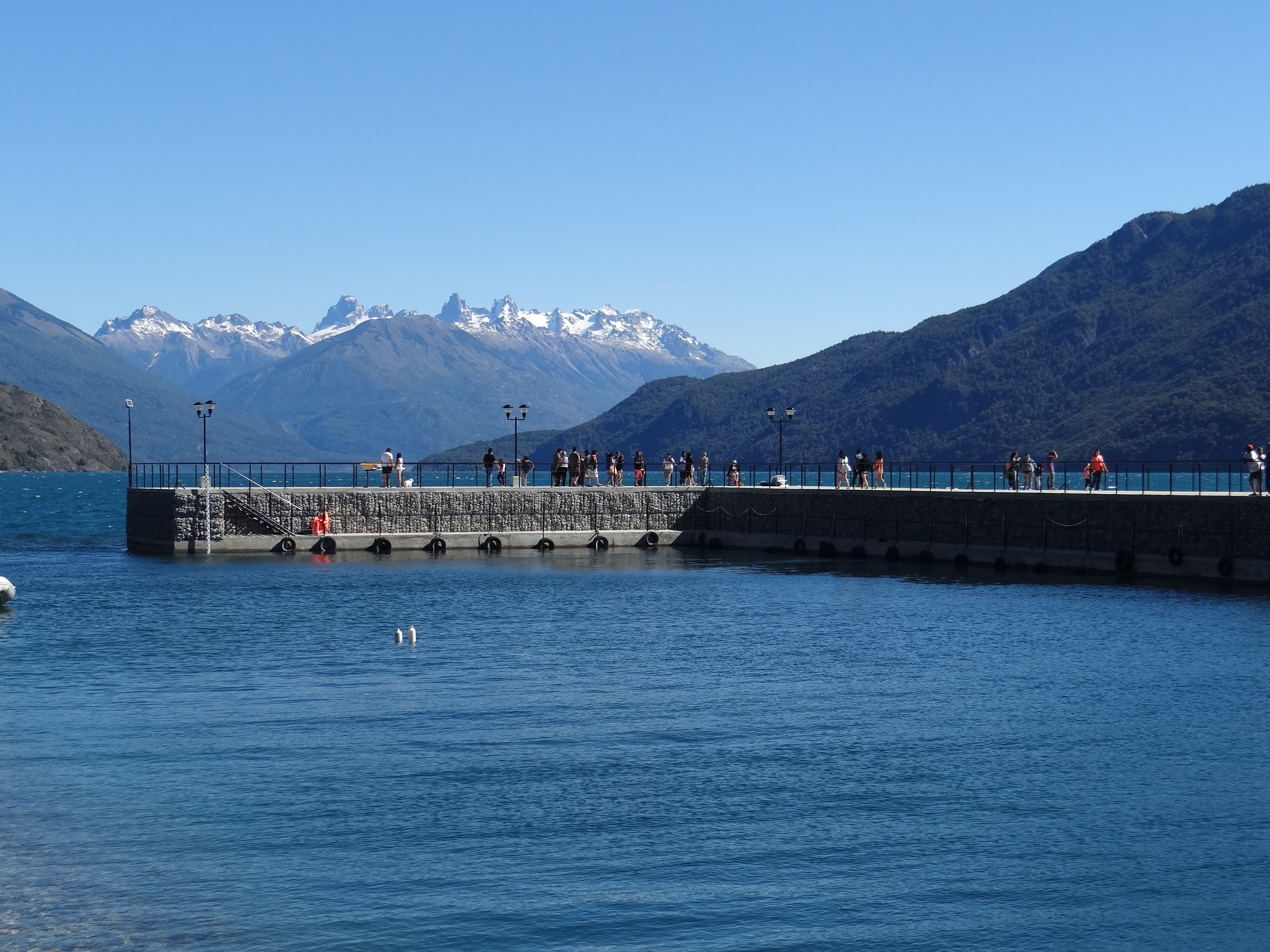
Nuevo muelle del lago (de fondo, el Cerro Tres Picos)
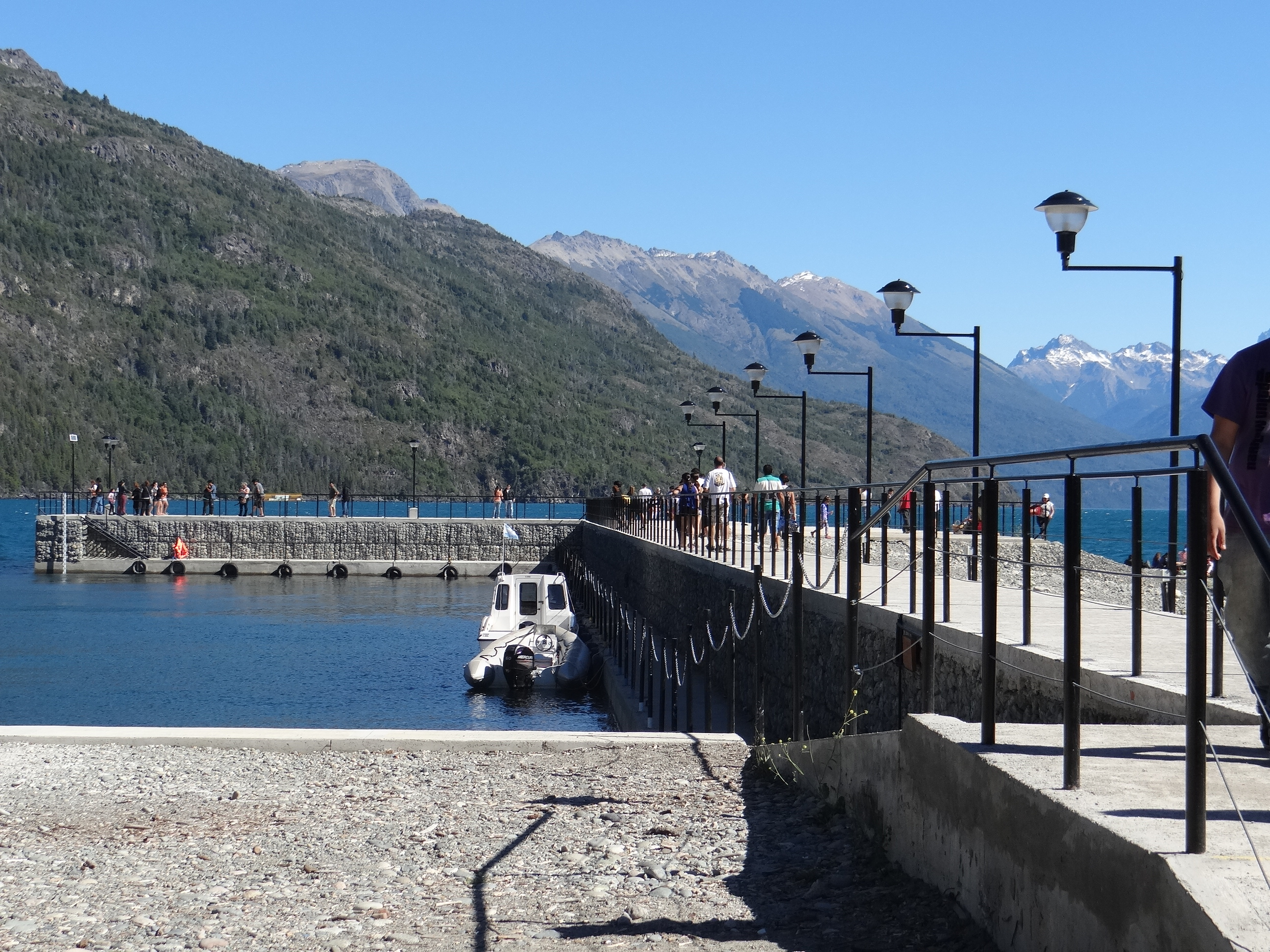
El nuevo muelle se convirtió en un paseo para los turistas
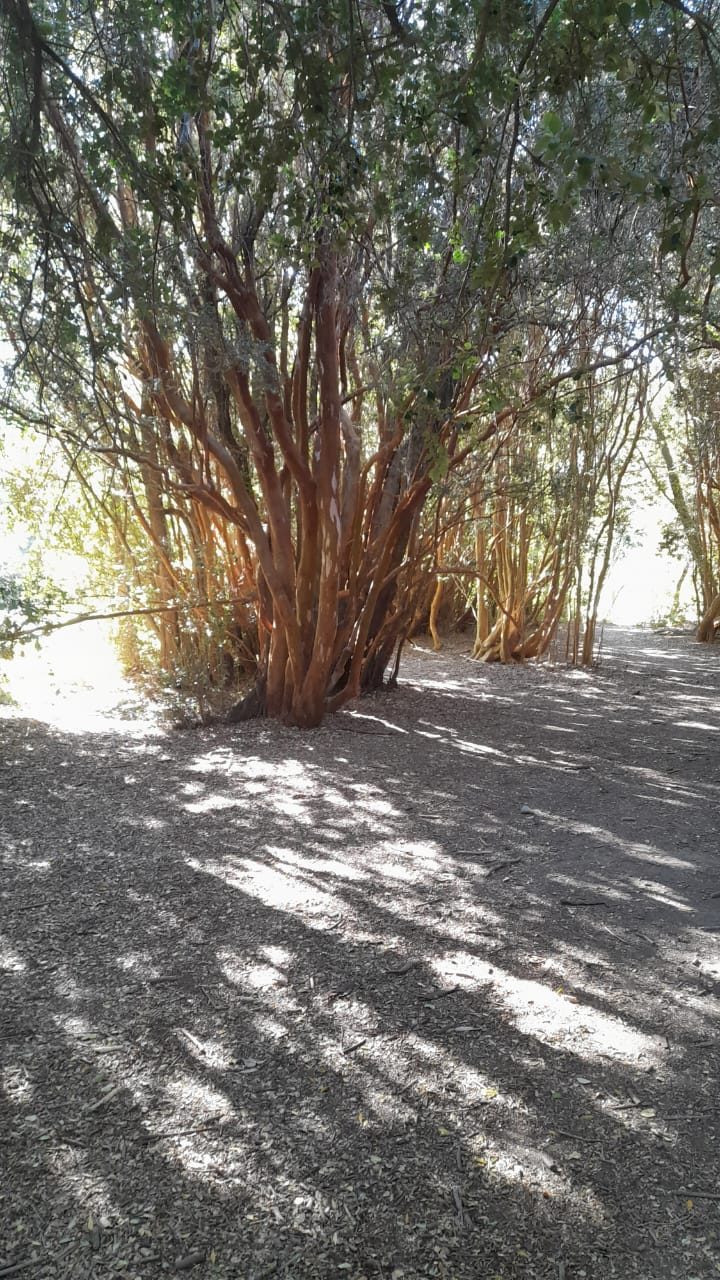
Ejemplares de Arrayanes en el balneario de Lago Puelo.
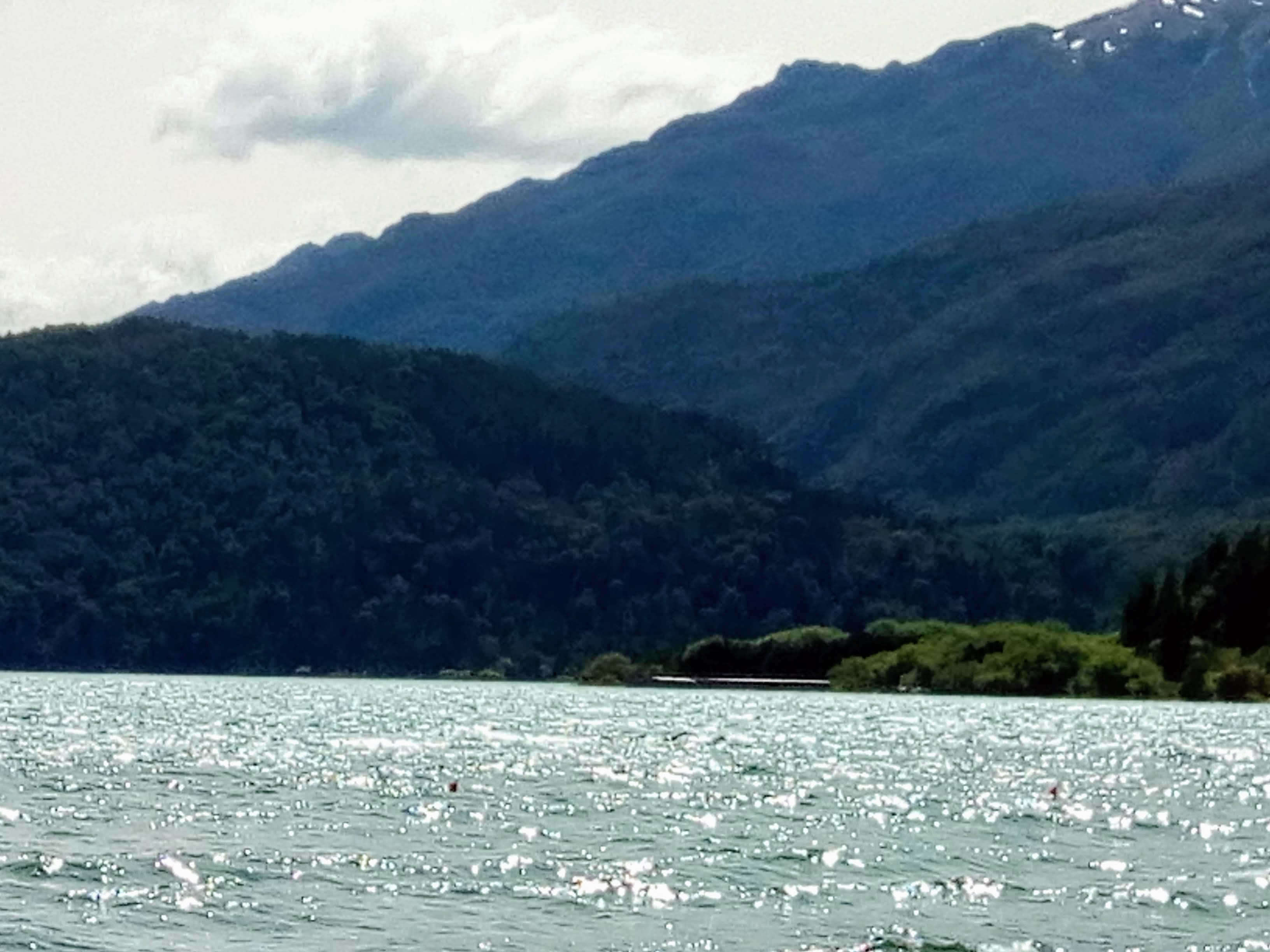
Vista de costa, Lago Puelo (2020).
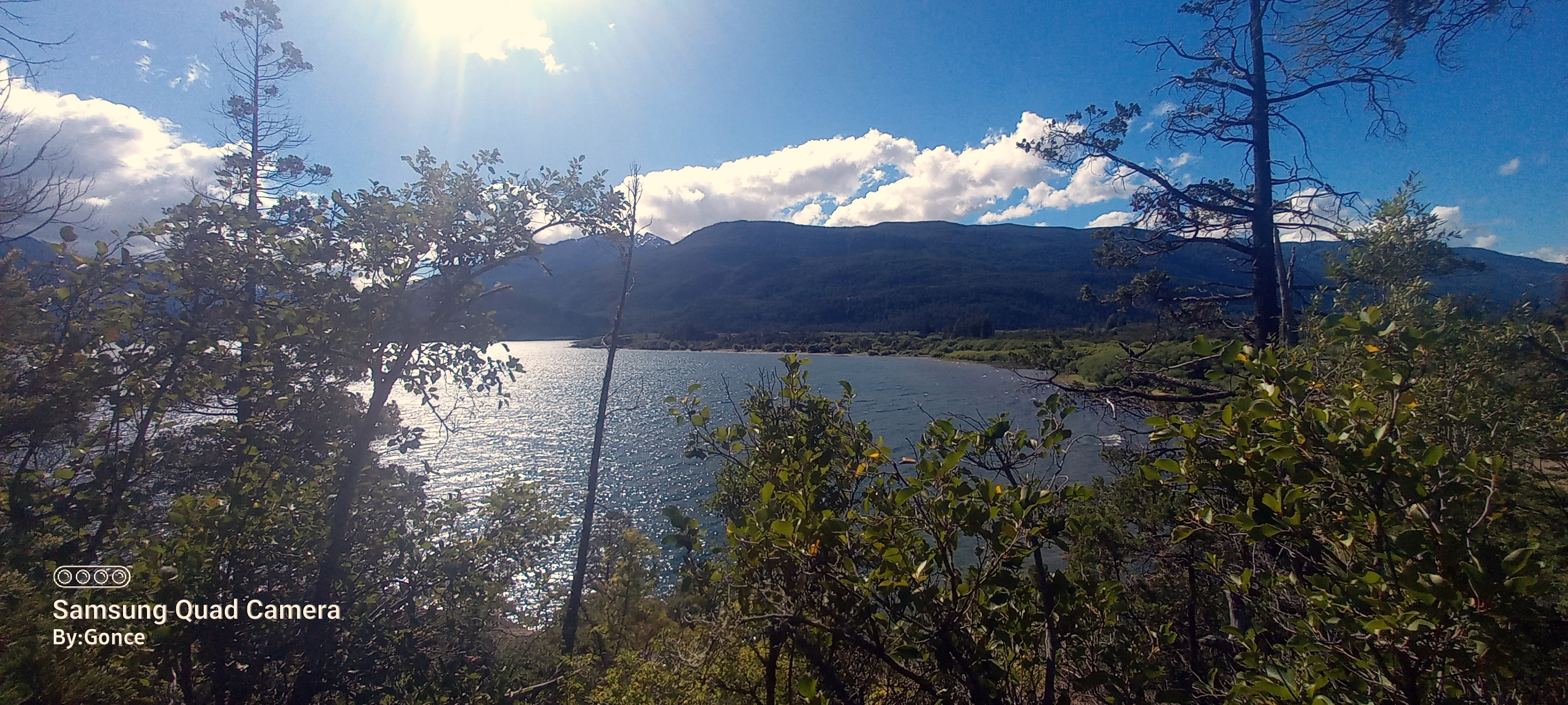
Imagen desde el bosque andino hacia el lago.
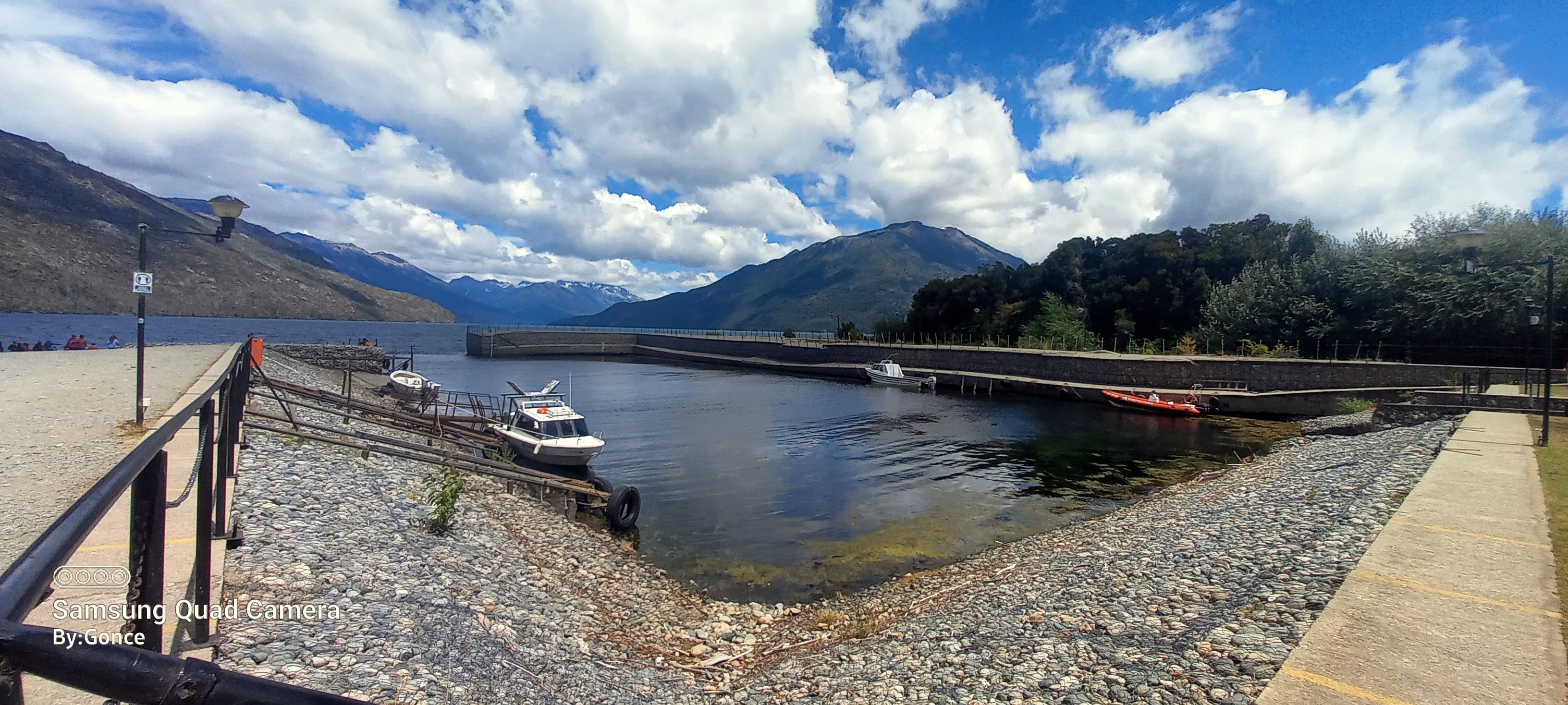
Puerto de uso de embarcaciones turísticas y para prefectura naval.
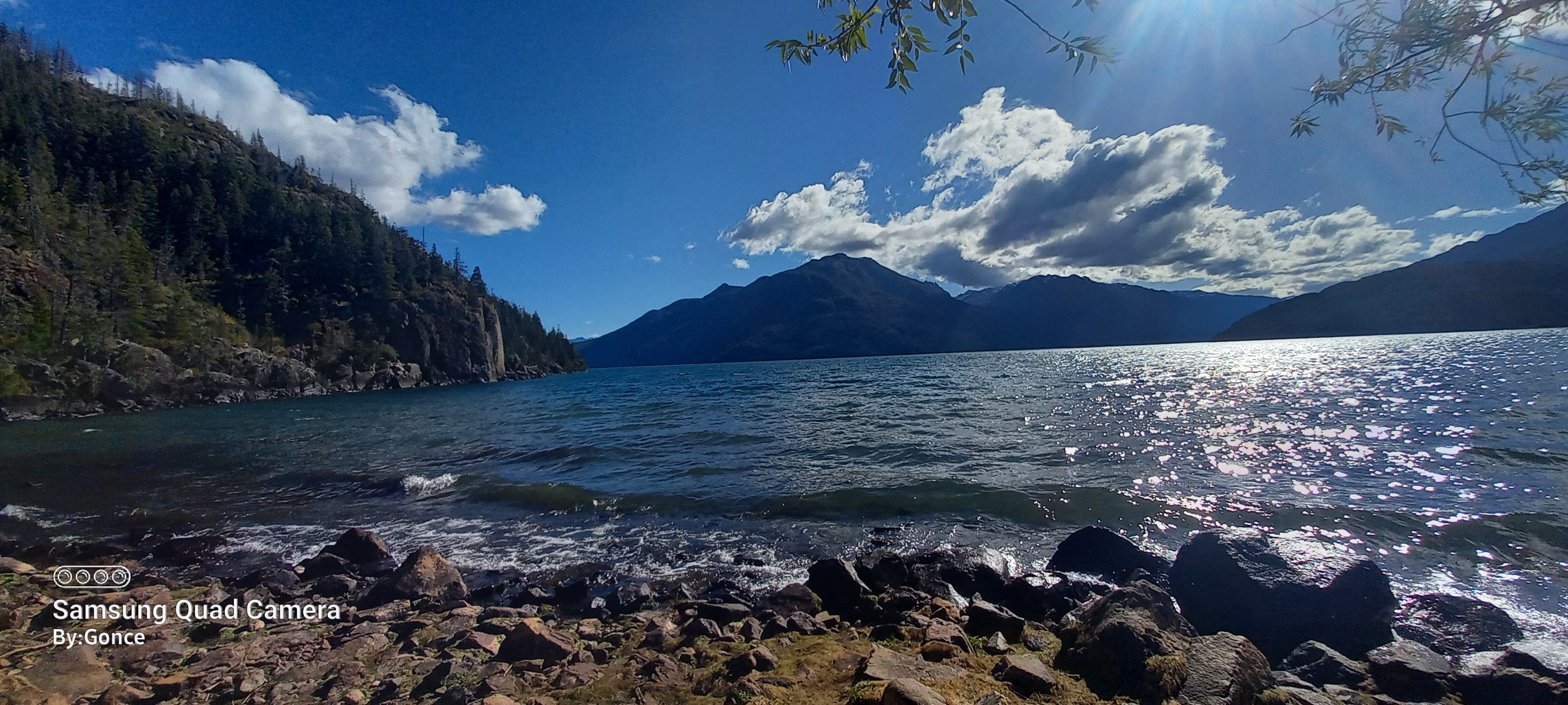
El lago completamente rodeado de montañas y un tono azul imponente.